# Zach Grenier
Zach Grenier (Englewood (New Jersey), 12 februari 1954) is een Amerikaans acteur.

## Biografie
Grenier heeft zijn studie gevolgd aan de Pioneer High School in Ann Arbor waar hij in 1972 zijn diploma haalde. 
Grenier begon in zijn studietijd met acteren in het schooltheater, hierna heeft hij meerdere rollen gespeeld in lokale theaters en maakte in 1989 zijn debuut op Broadway in het toneelstuk Mastergate, hierna heeft hij nog vier keer meer opgetreden op Broadway. In 1999 in het toneelstuk Voices in the Dark, in 2008 in het toneelstuk A Man for All Seasons, in 2009 in het toneelstuk 33 Variations en in 2011 in het toneelstuk Man and Boy. Met zijn rol in 33 Variations kreeg hij een nominatie voor een Tony Award.
Grenier begon in 1988 met acteren voor televisie in de film Kenny. Hierna heeft hij nog meerdere rollen gespeeld in films en televisieseries zoals Working Girl (1988), Cliffhanger (1993), Maximum Risk (1996), Fight Club (1999), 24 (2001-2002), Deadwood (2004-2006), Zodiac (2007) en The Good Wife (2010-2016).

## Filmografie

### Films
Selectie:
- 2014 RoboCop - als senator Hubert Dreyfuss
- 2011 J. Edgar – als John Condon
- 2008 The Loss of a Teardrop Diamond – als Mr. Fenstermaker
- 2007 4: Rise of the Silver Surfer – als Mr. Sherman / Rafke
- 2007 Zodiac – als Mel Nicolai
- 2006 Rescue Dawn – als groepleider
- 2006 Pulse – als professor Cardiff
- 2001 Swordfish – als adjunct directeur Bill Joy
- 2000 Shaft – als Harrison Loeb
- 1999 Fight Club – als Richard Chesler
- 1999 Ride with the Devil – als Mr. Evans
- 1997 Donnie Brasco – als Dr. Berger
- 1996 Maximum Risk – als Ivan Dzasokhov
- 1996 Twister – als Eddie
- 1995 Tommy Boy – als Ted Reilly
- 1993 The Man Without a Face – als Dr. Lionel Talbot
- 1993 Cliffhanger – als Davis
- 1990 A Shock to the System – als lid van bestuur
- 1988 Working Girl – als Jim

### Televisieseries
Uitgezonderd eenmalige gastrollen.
- 2017 - 2022 The Good Fight - als David Lee - 14 afl.
- 2020 Arden - als Clyde Hamill - 8 afl.
- 2020 Devs - als Kenton - 7 afl.
- 2018 - 2020 Ray Donovan - als Ed Feratti - 11 afl.
- 2016 BrainDead - als Dean Healy - 8 afl.
- 2010 - 2016 The Good Wife – als David Lee – 62 afl.
- 2013 Zero Hour - als Wayne Blanks - 3 afl.
- 2010 – 2011 Law & Order: Special Victims Unit – als rechter Miranski – 2 afl.
- 2005 – 2007 Boston Legal – als Chris Randolph – 2 afl.
- 2006 The Nine – als Sean McDermott – 3 afl.
- 2004 – 2006 Deadwood – als Andy Cramed – 9 afl.
- 2004 Touching Evil – als speciaal agent Hank Enright – 12 afl.
- 2001 – 2002 24 – als Carl Webb – 8 afl.
- 2001 Curb Your Enthusiasm – als Lane Michaelson – 2 afl.
- 2000 The Practice – als detective R. Larson – 2 afl.
- 1997 – 1998 C-16: FBI – als Jack DiRado – 13 afl.
- 1988 – 1989 Tattingers – als Sonny Franks – 11 afl.
- 1987 – 1988 Kate & Allie – als ?? – 2 afl.

- Gemeinsame Normdatei: 1061953955
- International Standard Name Identifier: 0000 0000 4681 1010
- Library of Congress Control Number: no2008081675
- Nationale Bibliotheek van Israël: 987007327152005171
- Nationale Bibliotheek van Polen: a0000001857972
- Virtual International Authority File: 51501870
- WorldCat: E39PBJqbfH44pvJPKfT3rjvWDq